# アル・ジョンソン
アル・ジョンソン（英語: Al Johnson, 1948年 - 2013年10月26日）は、ザ・ユニフィックスのリード・シンガー。バージニア州ニューポートニューズ生まれ。テリー・ハフの「ザ・ロンリー・ワン」ほかのプロデューサーとしても知られる。
サウス・キャンプ・レーベルにレコーディングを残したシンガー、"Carnival Time"で知られるニューオーリンズのシンガーなどとは別人である。

## ディスコグラフィ

### アルバム
- 1978年 PEACEFUL (Marina 5000)
- 1980年 Back For More (Columbia 36266)
- 1999年 My Heart Is an Open Book (Clout)

### シングル
- 1978年 It's Not Too Late / I'll Do Anything For You (Marina 500)
- 1980年 I've Got My Secound Wind / Peaceful (Columbia 11287)
- 1980年 School of The Groove / You're a Different Lady (Columbia 11348)
- 1989年 I'm Back for More / You Are My Personal Angel (Columbia 11207)